# Hibiscus stenanthus
Hibiscus stenanthus är en malvaväxtart som beskrevs av Isaac Bayley Balfour. Hibiscus stenanthus ingår i Hibiskussläktet som ingår i familjen malvaväxter. Inga underarter finns listade i Catalogue of Life.